# جين كوباياشي
جين كوباياشي (باليابانية: 小林尽؛ بالكانا: こばやし じん) هو مانغاكا ياباني، ولد في 25 مايو 1977 في تشيبا في اليابان.

## وصلات خارجية
- جين كوباياشي على موقع IMDb (الإنجليزية)
- جين كوباياشي على موقع ANN person (الإنجليزية)